# 仁川永宗消防署
仁川永宗消防署（インチョンヨンジョンしょうぼうしょ）は仁川消防安全本部所属の消防署である。

## 管轄区域
- 中区のうち、雲西洞、雲北洞、中山洞、雲南洞、南北洞、乙旺洞、舞衣洞、徳橋洞
- 甕津郡のうち北島面

## 沿革
- 2015年6月22日 - 仁川中部消防署から分離して開署。[1]
- ?年 - 仁川永宗消防署に改称。

## 119安全センター
| 119安全センター     | 住所                         | 管轄区域                                           | 地域隊 |
| ------------------- | ---------------------------- | -------------------------------------------------- | ------ |
| 空港119安全センター | 中区雲西洞2868               | 中区のうち雲西洞（空港区域内）、甕津郡のうち北島面 | 北島   |
| 雲西119安全センター | 中区フィンバウィ路27番ギル16 | 中区のうち雲西洞（空港区域外）、雲北洞             |        |
| 永宗119安全センター | 中区雲南路116                | 中区のうち雲南洞、中山洞                           |        |
| 龍遊119安全センター | 中区マシラン路302-24         | 中区のうち南北洞、乙旺洞、舞衣洞、徳橋洞           |        |